# Quotidiano dei lavoratori
Il Quotidiano dei lavoratori è stato il giornale della formazione di sinistra denominata Organizzazione comunista Avanguardia operaia e, in seguito, di Democrazia Proletaria: quotidiano dal 26 novembre 1974 al 12 giugno 1979, settimanale dal 1979 al 1982.
È stato, dopo il manifesto e Lotta Continua, il terzo giornale della sinistra extraparlamentare italiana durante gli anni 1970.

## Storia

I calciatori del, Paolo Sollier e Giancarlo Raffaeli, sfogliano una copia del Quotidiano dei lavoratori nel gennaio del 1975.

Venne fondato da Silverio Corvisieri, con Claudio Cereda caposervizio interni, caporedattore e poi capo redattore, e infine vicedirettore con funzioni di direttore. Il giornale poteva essere acquistato sia nelle edicole, che dai militanti, improvvisati strilloni, che lo vendevano sui marciapiedi di fronte alle fabbriche e alle scuole. Nel corso della sua esistenza il giornale si trovò sempre ad affrontare gravi problemi finanziari. La vendita era propagandata con lo slogan: «gli altri giornali li leggete, questo lo scrivete».
Nel 1975 il Quotidiano dei lavoratori, assieme a il manifesto, infranse un tabù pubblicando le prime missive di lettori omosessuali nonché informazioni sulle riunioni dei collettivi gay italiani. Con la dissoluzione di Avanguardia operaia e la nascita di Democrazia Proletaria, nata dall'aggregazione di diversi gruppi politici, divenne il giornale di quest'ultima formazione.
Nel 1978, a seguito del positivo risultato di Democrazia Proletaria nelle elezioni regionali in Friuli-Venezia Giulia, Valle d'Aosta e Trentino-Alto Adige, venne tentato un rilancio del giornale, passando al formato berlinese (già introdotto con successo in Italia da la Repubblica) e assumendo, sotto la direzione di Vittorio Borelli, Daniele Protti, Stefano Semenzato e Armando Zeni, una linea politica più movimentista. Con questi mutamenti le vendite aumentarono fino a 12-15 000 copie, ma la situazione finanziaria rimase precaria dal momento che i ricavi delle vendite non erano in grado di pareggiare i costi. Il giornale non godeva infatti di significativi introiti pubblicitari, per il rifiuto della società Sipra di stipulare un contratto per la pubblicità del tipo di quello stipulato con il manifesto.
D'altra parte il quotidiano non riusciva ancora coinvolgere a livello nazionale le varie realtà politiche di Democrazia Proletaria. Molti militanti dell'Italia meridionale lo consideravano infatti un giornale milanese, mentre altri militanti non approvano la sua apertura a tutte le tematiche dei diversi movimenti del periodo. La crisi dovuta alla sconfitta della lista Nuova Sinistra Unita alle elezioni politiche del 1979 condusse alla chiusura provvisoria del Quotidiano dei lavoratori, il 12 giugno di quell'anno.
Il Quotidiano dei lavoratori apparve nuovamente in edicola dall'ottobre successivo, con la direzione di Semenzato e la direzione editoriale di Francesco Tozzuolo, ma in edizione settimanale, con una vendita media di 13.-14 000 copie.
Pur nelle difficoltà della retrocessione a settimanale, la pubblicazione mantenne in diversi ambiti la capacità di seguire le novità della situazione politica italiana. 
Significativo, al riguardo il riconoscimento espresso, a posteriori, da Lelio Lagorio, che diviene nel 1980 il primo socialista a ricoprire la carica di ministro della Difesa della storia italiana. Dopo aver indicato nel settimanale L'Espresso il primo periodico a interessarsi seriamente alla sua nomina, Lagorio scrive: "Su questa scia si mise allora, per qualche tempo, anche un autorevole giornale della sinistra extra-parlamentare il Quotidiano dei Lavoratori. Ci scrivevano autori preparati come Paolo Miggiano che nel mondo dei media era uno dei pochi veri esperti di cose militari. Nei commenti del giornale si avvertiva un certo impaccio perché i redattori non riuscivano mai a metterci a fuoco. Non entravamo nel loro schema tradizionale in cui il mondo della Difesa italiana era sempre tutto da buttare. Gli articoli avevano titoli e sottotitoli che mostravano le difficoltà di interpretazione della testata. Ad esempio: 'Il PSI nuovo partito dello Stato. Il ministro della Difesa è il personaggio che meglio lo rappresenta'; 'Grida di guerra nel PSI. Dalla mancanza di teoria al pragmatismo'; 'Un vero ministro della guerra. Il ministro della guerra possibile'. E ad illustrazione del testo la riproduzione di una vecchia caricatura di Napoleone"
Il giornale fu definitivamente chiuso nell'aprile del 1982. Raccolte complete delle sue annate non sono facilmente rinvenibili nelle emeroteche nazionali: a Bologna, l'Archivio della Nuova Sinistra "Marco Pezzi" ha curato la digitalizzazione del quotidiano, così come l'Istituto storico Parri ne raccoglie l'archivio fotografico.